# Mandasuchus
Mandasuchus es un género extinto de reptil crurotarso cuyos fósiles se han hallado en la Formación Manda de Tanzania y datan de la etapa del Ladiniense o Anisiense del Triásico Medio.

## Historia taxonómica
El nombre fue usado por primera vez en una tesis doctoral de 1957 realizada por Alan J. Charig de la Universidad de Cambridge junto con "Teleocrater", otro nomen nudum por entonces considerado como un dinosaurio. Se han encontrado varios especímenes bien preservados, aunque hay muy poco material craneal. 
La familia Prestosuchidae fue constituida en 1967 por Alfred Romer para incluir a "Mandasuchus" y a otros tres géneros formalmente descritos de rauisuquios. Charig y dos coautores sugirieron en un estudio de 1965 que trataba sobre los saurisquios que "Mandasuchus" era un posible ancestro de los prosaurópodos, aunque no se dio ninguna explicación para esa afirmación, que se considera en todo caso muy improbable. En su estudio de 1993 de la filogenia de Crocodylotarsi, J. Michael Parrish sugirió que Mandasuchus es un sinónimo más moderno del prestosúquido europeo Ticinosuchus ferox debido a la gran similitud de algunos huesos postcraneales homólogos, aunque también se mencionaba que la determinación final de la taxonomía de Mandasuchus debería ser pospuesta hasta que Charig proveyera una descripción publicada del material.